# (3004) Knud
(3004) Knud es un asteroide perteneciente al cinturón de asteroides, descubierto el 27 de febrero de 1976 por Richard Martin West desde el Observatorio de La Silla, Chile.

## Designación y nombre
Designado provisionalmente como 1976 DD. Fue nombrado Knud en honor al explorador danés Knud Rasmussen.